# 小澤昭博
小澤 昭博（おざわ あきひろ、1969年3月15日 - ）は、読売テレビのアナウンサーで、編成局のアナウンス部長。
アナウンサーとしては、スポーツ中継や関連番組を中心に担当。チーフアナウンサー（アナウンス副部長待遇）時代（2020年1月）から、情報スポーツ局のチーフプロデューサーや、よみうりテレビサービス（フリーアナウンサーの派遣事業などを手掛ける関連会社）のビジネスアドバイザーを兼務している。2021年6月からアナウンス部長に就任。
実妹の小澤純子は元サッカー選手（GK）で、サッカー日本女子代表としてアトランタオリンピックに出場した。

## 来歴・人物
神奈川県鎌倉市出身。 伊沢利光（プロゴルファー）の実父が実家の近所に住んでいた縁で、12歳から伊沢本人と一緒に実父からゴルフの手ほどきを受けていた。明治大学商学部への在学中には、ゴルフ部で主将を務めていたほか、ゴルフでベストスコア（67）を記録。もっとも、「伊沢や（ゴルフ部の同級生だった）深堀圭一郎とは（ゴルファーとしての）才能が違いすぎて、自分がプロを目指しても一流の域には達しそうにない」と悟ったことから、「ゴルフのプレーを伝える仕事」としてスポーツアナウンサーを志すようになった。
大学卒業後の1991年にアナウンサーとして読売テレビへ入社してからは、ゴルフにとどまらず、プロ野球（主に阪神タイガース戦）・高校サッカーなどのスポーツ中継（実況やリポート）を主に担当。2008年には、日本テレビ系列局所属のアナウンサーを表彰する「第29回NNSアナウンス大賞」でテレビ部門大賞を受賞した。その一方で、前述したように関連会社の事業へ携わっているほか、2021年6月から編成局のアナウンス部長を兼務。
本人がアナウンス部長への着任後に明かしたところによれば、20代の後半には悩みが多く、アナウンサーの仕事を辞めるつもりですらいたという。しかし、プロ野球関連の取材で知り合った阪神OBの岡田彰布から「（君はスポーツアナウンサーとして）まだ何もやってへんやんか（何もやっていないじゃないか）?」との問い掛け、当時番組で共演していた阪神ファンの月亭八方から「『超二流』になれば良い」とのアドバイスを受けて翻意。「『人生の大先輩』である2人の言葉のおかげで、今の自分がある」とも述べている。
2023年11月5日に阪神タイガースが38年ぶりに日本一となった日本シリーズ第7戦では、ytvの資料向けの優勝実況を担当し、祝勝会後の監督・選手インタビューを諸国沙代子アナウンサー（「朝生ワイド す・またん！」木・金曜日スポーツ担当）と共に担当した。

## 現在の担当番組
- プロ野球中継（阪神タイガース戦）[1]
- 全国高等学校サッカー選手権大会（1991年 - 、準決勝実況など）[1]
  - 第79回から第90回までの間、全国大会の準決勝の実況を7回担当[1]。
- 男子ゴルフ・全英への道 ミズノオープン[1]
- 富士フイルム・スタジオアリス女子オープン[1]
- 各種NNNニュース枠内ローカルパート（不定期）

## 過去の担当番組
- 声〜あなたと読売テレビ（2021年4月17日 - 2023年6月17日）- 後輩アナウンサー・虎谷温子とともに担当。
- 朝生ワイド す・またん!（「スポーツすまたん」コーナー担当）[1] - 番組開始（2010年3月29日）から2020年9月24日まで。2020年10月以降は平松翔馬が不在時のピンチヒッターで出演する場合がある。
- あさイチ![1]
- ゲツキン![1]

## 著書
- 伝えたい、この想い 第100回全国高校サッカー選手権記念 アナウンサーたちのロッカールーム（2021年、東京ニュース通信社・講談社）[1][4][5][6] ISBN 978-4-06-526740-0
  - 藤井貴彦（日本テレビ）・福岡竜馬（福岡放送）・岡崎和久（札幌テレビ放送）などとの共著。